# Videojuego de rol de acción

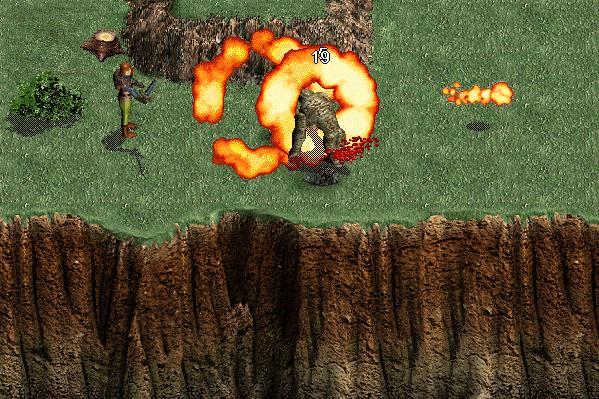
Captura de pantalla de Dink Smallwood, videojuego ARPG de código libre.

Los videojuegos de rol de acción o ARPG (del inglés action role-playing games) son un tipo de videojuegos del género RPG que se caracterizan por ofrecer combates en tiempo real. Estos juegos ofrecen un sistema de combate similar a los de tipo hack and slash o a los de tipo shooter.

## Los inicios del tiempo real
Los primeros juegos de mazmorras eran de tipo Roguelike, si el grupo no se movía los enemigos tampoco lo hacían. Dungeons of Daggorath salió a la luz para la TRS-80 Color Computer en 1982, este combinaba elementos de un juego de mazmorras con elementos en tiempo real, los cuales requerían comandos cronometrados y donde los enemigos se movían independientemente del grupo principal. El juego no tenía estadísticas numéricas tales como vitalidad o puntos de ataque, en lugar de ello usaba un sistema tipo arcade de fatiga donde las pulsaciones del corazón indicaban la salud del jugador, un concepto inspirado por Space Invaders, donde se oía un latido que gradualmente se incrementaba mientras el enemigo avanzaba hacia el jugador. En 1983, ASCII publicó el juego Bokosuka Wars para el computador Sharp X1, considerado una muestra temprana de un ARPG, aunque también es considerado un TRPG. En este juego, cada soldado podía ganar experiencia y subir de nivel batallando, al tiempo que la acción ocurría en tiempo real.

## Los clásicos ARPG

### Década de 1980
Mientras en occidente los desarrolladores continuaban explorando las posibilidades de los RPG en tiempo real, en Japón, el creciente interés en el género RPG, llevó a la creación de una nueva familia de juegos ARPG, que combinaba elementos arcade y de videoaventura. Inicialmente la empresa a la vanguardia de este nuevo género era Nihon Falcom, cuya serie Dragon Slayer es considerada como el progenitor del género del ARPG, el abandono de las batallas a base de comandos de los RPG anteriores a favor de los combates Hack and slash en tiempo real, que requieren acción directa del jugador, junto con la resolución de enigmas y rompecabezas. El juego original de Dragon Slayer, lanzado para la consola NEC PC-8801 en 1984, es considerado como el primer RPG de acción, a diferencia de los anteriores juegos roguelike por turnos, Dragon Slayer fue un RPG de mazmorras que estaba totalmente en tiempo real con combate de acción. El juego también contaba con un mapa de juego para ayudar a orientarse en la mazmorra, necesidad de cambios constantes de ítems debido a que sólo se podía manipular un ítem a la vez, y se introdujo el uso de laberintos para obtener ítems, lo que más tarde inspiró a The Legend of Zelda. Esta fórmula fue usada en muchos otros juegos tales como The Tower of Druaga, que junto con Dragon Slayer sentaron las bases para los futuros ARPG como Ys, Zelda II: The Adventure of Link, y Hydlide.
Otra fuerte influencia para este género fue Dragon Bruster de la empresa Namco, publicado en 1984, fue el primer juego en usar un medidor de vida, llamado vitalidad. También introdujo elementos de vista lado a lado y la vista de superior usada en Super Mario Bros. el cual salió a la venta al siguiente año. Otro juego de 1984, Hydlide de T&E Soft, a pesar de ser influenciado por Dragon Slayer o The Tower of Druaga, innovó a su manera. Por ejemplo, Hydlide usó la habilidad de cambiar entre modo de ataque y modo de defensa, guardado y cargado rápido, que podía ser usado en cualquier momento en el juego usando códigos, además también se innovó con el sistema de regeneración de vitalidad cuando el personaje se quedaba quieto.

The Legend of Zelda no se considera un ARPG, pero su influencia sobre este género es notable.

En 1986 y 1987, saldrían a la luz más juegos que definirían el género ARPG en Japón. Uno de ellos sería el videojuego de acción-aventura The Legend of Zelda el cual no es considerado un ARPG debido a que no maneja el sistema de puntos de experiencia, pero tenía varias características en común con los RPG y sirvió de ejemplo para los futuros ARPG. A diferencia de algunos ARPG anteriores como Dragon Slayer y Hydlide en donde el jugador debía chocar con los enemigos para atacarlos, The Legend of Zelda innovó con un botón de ataque que activaba un golpe de espada, o el lanzamiento de un proyectil.
En 1989, Sega publicó un ARPG para la consola Sega Master System, Wonder Boy III: The Dragon's Trap. Dungeon Explorer, que fue desarrollado por Atlus y publicado por Hudson Soft en 1989 para la consola PC Engine, conocida en Estados Unidos como TurboGrafx-16 es considerado un pionero en los ARPG por modo multijugador cooperativo, que permitía hasta cinco jugadores jugar al mismo tiempo.
Ese mismo año, River City Ransom mezclaba elementos de los estilos Beat 'em up y ARPG, tales como los combates cuerpo a cuerpo, y un inventario, comprar y vender ítems, aprender habilidades nuevas, escuchar pistas, buscar a los jefes, y comprar ítems de salud.

### Década de 1990
En 1990 vendría el lanzamiento de Crystalis conocido en Japón como God Slayer: Haruka Tenkū no Sonata para NES y de Golden Axe Warrior para Sega Master System. Ambos juegos usaban el estilo de Zelda pero con elementos propios de RPG, como los puntos de experiencia, armas con estadísticas y sistema de magia de invocación. Crystalis también presentó una característica postapocalíptica inspirada en Nausicaä del Valle del Viento de Hayao Miyazaki y con ello Crystalis influyó en Secret of Mana. Ese mismo año Enix publicó 46 Okunen Monogatari un RPG de simulación biológica que se desarrollaba alrededor del tema de la evolución, una reedición fue publicada en 1993 como E.V.O.: The Search For Eden
En 1991, Squaresoft publicó Mystic Quest conocida como Sword of Mana, la cual, al igual que Crystalis tenía muchas similitudes con Zelda, pero con una mayor cantidad de elementos RPG, Sword of Mana fue uno de los primeros juegos que le permitía al jugador matar aldeanos, mientras que en sus secuelas fue removida esa característica.
En 1992 salió a la venta Landstalker: The Treasures of King Nole para Sega, este era un RPG isométrico que combinaba elementos RPG y elementos isométricos así como rompecabezas para resolver y una marcada tendencia a las conversaciones humorísticas.
En 1993 se publicó Secret of Mana, que fue aclamado por su innovador sistema de combate de acción en tiempo real interrumpible, también por modificar el medidor de Active Time Battle adaptándolo para la acción en tiempo real, el sistema de menú en forma de anillo donde pueden realizarse varias acciones sin cambiar de ventana, su modo cooperativo innovador, donde el 2º y 3º jugador podían entrar y salir a su gusto durante el juego. El juego es una influencia importante aun mucho después de su aparición, por su menú en forma de anillo usado en juegos más modernos como The Temple of Elemental Evil; y su modo cooperativo que influenció a juegos como Dungeon Siege III. Otros juegos de la época combinaron los rompecabezas, la acción-aventura todos estos de Zelda con elementos RPG, algunos ejemplos incluyen Illusion of Time, su secuela Terranigma y Alundra, un digno sucesor de LandStalker.
En 1995 fue lanzado Tales of Phantasia, para la consola Super Famicom, que presentó desplazamiento lateral en tiempo real, y que influenció a muchos clásicos RPG de la época.
En 1996 fue publicado Star Ocean, con combate en tiempo real similar a Phantasia, pero con estilo isométrico durante las batallas. Star Ocean también introdujo un sistema llamado Private Actions, donde el jugador puede alterar la relación entre los personajes, lo que afecta la trama y genera varios finales alternativos, característica que hizo muy popular a este juego. Namco y Enix no publicaron estos títulos en Estados Unidos, a diferencia de muchas de sus secuelas, como Tales of Destiny, Star Ocean: The Second Story, y Alundra, que tiene todos los atributos propios de un ARPG, como elementos de plataforma y rompecabezas difíciles con una trama envolvente que iba desde entrar en los sueños de las personas hasta afrontar temas para adultos.

### Década de 2000
En la quinta generación de consolas se lanzaron muchos juegos ARPG de gran popularidad tales como King's Field, Brave Fencer Musashi, The Story of Thor 2 (conocido en EE. UU. como The Legend of Oasis), Tail of the Sun, Dragon Valor, y Tales of Eternia. Para la sexta generación el género se había popularizado mucho más a nivel comercial, y en esta generación se vieron juegos como Phantasy Star Online, Dark Cloud & Dark Chronicle, Sudeki, King's Field IV & Shadow Tower Abyss, Baldur's Gate: Dark Alliance, Champions of Norrath, Kingdom Hearts uno de los más populares junto con su franquicia, Chaos Legion, Paper Mario: The Thousand-Year Door, .hack, Monster Hunter, World of Mana, Final Fantasy Crystal Chronicles & Crisis Core: Final Fantasy VII, Rogue Galaxy, Odin Sphere, y muchos juegos de Tales como Symphonia.